# Khe ngực

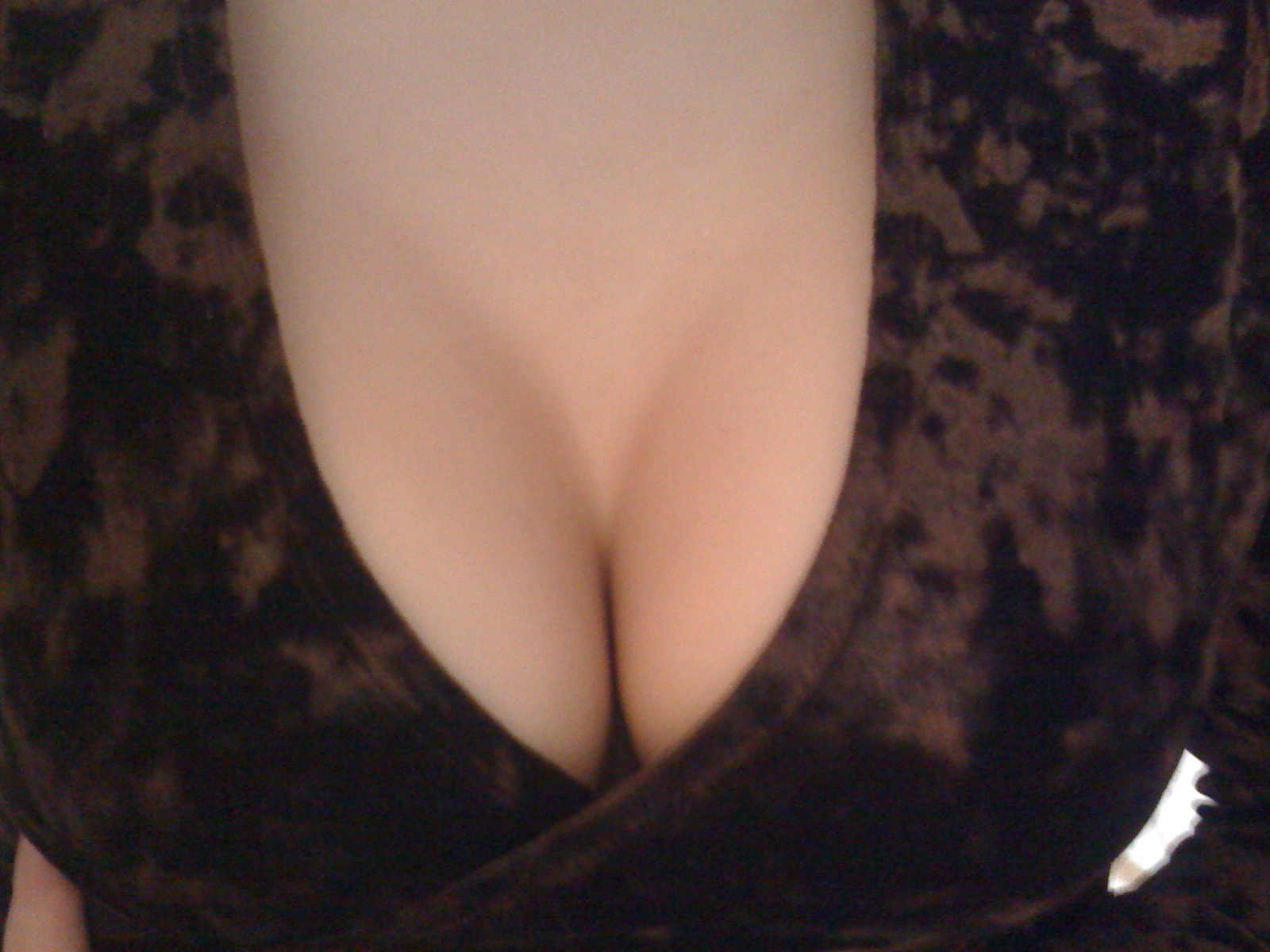
Khe ngực của phụ nữ

Khe ngực hay rãnh ngực là khu vực tiếp xúc giữa hai bầu vú, nằm trên xương ức, thường chỉ được nhìn thấy với quần áo xẻ ngực, cổ áo thấp. Ở nhiều nền văn hóa, sự phơi bày này thường được xem là thẩm mỹ hoặc khiêu dâm. Đây cũng là xu hướng may của các hãng thời trang với các sản phẩm như áo dạ hội, váy dạ hội, áo ngực, đồ bơi,...để làm tôn thêm vẻ đẹp của phụ nữ. Trong nhiều nền văn hóa, như các nước Hồi giáo, phô trương khe ngực và những cách ăn mặc hở hang khác bị xem là cấm kỵ vì Hồi giáo cho rằng khe ngực là vùng kín.